# Drifting Net Café
Drifting Net Café (漂流ネットカフェ?, Hyoryu Netto Kafe) è un manga del 2009 scritto e disegnato da Shūzō Oshimi.
La pubblicazione italiana è stata annunciata da RW Edizioni per l'etichetta Goen durante il Lucca Comics 2021. È stato pubblicato dall'8 aprile 2022 al 31 marzo 2023.

## Trama
Koichi Toki è un uomo sposato che sta per avere un bambino; tornando dal lavoro incontra Kaho, il suo primo amore ai tempi delle scuole medie, e i due prendono un caffè insieme. Nel frattempo, fuori dal locale si scatena una forte tempesta, così i due sono costretti a trascorrere la notte nell'internet cafè; i due il mattino dopo escono infine dal locale, per accorgersi che sono cambiate molte cose.

## Manga
| Nº | Data di prima pubblicazione | Data di prima pubblicazione | Data di prima pubblicazione | Data di prima pubblicazione |
| Nº | Giapponese                  | Giapponese                  | Italiano                    | Italiano                    |
| -- | --------------------------- | --------------------------- | --------------------------- | --------------------------- |
| 1  | 28 febbraio 2009            | ISBN 978-4-575-83583-0      | 8 aprile 2022               | ISBN 978-88-9284-408-7      |
| 2  | 28 maggio 2009              | ISBN 978-4-575-83623-3      | 29 luglio 2022              | ISBN 978-88-9284-635-7      |
| 3  | 28 novembre 2009            | ISBN 978-4-575-83696-7      | 18 novembre 2022            | ISBN 978-88-9284-603-6      |
| 4  | 28 aprile 2010              | ISBN 978-4-575-83760-5      | 25 novembre 2022            | ISBN 978-88-9284-474-2      |
| 5  | 28 settembre 2010           | ISBN 978-4-575-83815-2      | 16 dicembre 2022            | ISBN 978-88-9284-477-3      |
| 6  | 28 gennaio 2011             | ISBN 978-4-575-83864-0      | 30 dicembre 2022            | ISBN 978-88-9284-528-2      |
| 7  | 28 giugno 2011              | ISBN 978-4-575-83919-7      | 31 marzo 2023               | ISBN 978-88-9284-555-8      |

## Accoglienza
Katherine Dacey di Manga Bookshelf è rimasta delusa dal modo in cui il primo volume del manga si poneva rispetto ad Aula alla deriva, sostenendo che il fattore horror non era ben sfruttato, ma credeva comunque che presentasse un ritmo e uno stile di disegno migliori e affermò: "I fan di vecchia data di Aula alla deriva troveranno il miglioramento di Oshimi fluido ma senz'anima, poiché si basa maggiormente sui film catastrofici a basso budget rispetto al materiale originale per i suoi personaggi e i conflitti". Sean Gaffney di A Case Suitable for Treatment ha ritenuto che l'aspetto horror fosse ben riuscito nel primo volume, ma ha finito per spegnersi per via dell'eccessiva violenza e per le scene di sesso; il recensore commentò sostenendo che "È gretto come sembra, e mi ha fatto stare male... Non ci è voluto molto perché la moralità si erodesse, proprio come in Aula alla deriva.